# Украинци
Украинците (на украински: українці) са славянски народ, населяващ Източна Европа, в частност Украйна и части от околните страни.

## Име и произход
Украинците са един от народите наследници на русите, които в Ранното Средновековие създават обширна славянска държава – Рус, която покорява и присъединява към себе си съседните славянски племена и княжества на север и изток.
Името руси се използва за наименование на днешните украинци дълго време след разпада на Киевска Рус и Галичко-Волинското княжество (средновековна украинска държава, част от Рус). Това създава объркване с днешните руснаци. Руснаците и беларусите също са наследници на Рус, според повечето историци, но в този период днешните руснаци често са наричани – „московци“ – пример за тази употреба е История славянобългарска на Паисий Хилендарски, където той пише за „русите“ и „московците“ като различни народи.
След упадъка на Запорожката Сеч и установяването на имперска руска хегемония в Левобрежна Украйна, местните славяни стават по-известни като малоруси, а мнозинството от украинския елит изповядва малоруската регионална идентичност и приема книжовния руски език за свой. Този екзоним не се разпрострява широко сред селяните, които съставляват мнозинството от населението. Украинските селяни тогава наричат страната си „Украйна“ (наименование, свързано със Запорожката сеч, с Хетманството и с тяхната борба срещу поляци, руснаци, турци и кримски татари), а себе си и своя език приемат за русини/русински. Пример за това е бележката на Захарий Стоянов относно руската политика в „Записки по българските въстания“.
В Русия украинците са наричани черкаси (да не се бърка с черкези) до XVIII век. Пример за това е грамота от Алексей Михайлович, където съобщава че се е допитвал народа дали да се приемат черкасите (на том соборе многое время разговор чинили и всех людей допрашивали – что принимать ли черкас). След Переяславската рада официално се възприема понятието малоруси, което е продиктувано от нарастващите имперски претенции на Руското царство.
Казаците са социална, а не историческа категория, към която не всички предци на днешните етнически украинци са принадлежали. В казашките държави и автономии като Хетманата, Запорожката сеч и полковете Слобожанска Украйна, населението е наричано украинци в официалните документи. Въпреки това русини продължава да се използва като ендоним в 19 век, когато постепенно се замества от украинци в процеса на културното възраждане.
По време на революцията в Руската империя и последвалата гражданска война, в украински контекст наричани епохата на Освободителните борби (1917 – 1920), името украинци се закрепя и като етноним и е използвано от другите народи. Украинските социалисти-революционери са на трето място в изборите на учредителното събрание на Русия. След обявяването си на независимост от Украинската Народна Република, тя придобива международно признание от Болшевишка Русия, Германия, Турция, Полша, България и други страни. УНР е завзета от болшевиките и Полша, на нейно място се създава формално независимата Украинска ССР, която после влиза в състава на СССР.
Днес украинци е предпочитаното име на народа, като другите наименования са приемливи единствено в исторически контекст.

## Език и писменост
Украинският език е майчин и делови език на мнозинството украинци. Той е индоевропейски славянски език, поради което е близък до съседните славянски езици – руски, беларуски, полски.
Украинският език използва кирилицата, но има някои малки разлики с българския вариант: буквата „і“ се използва за звука, изписван на български с „и“, а „и“ се използва за звук, сходен на „ъ“, който се обозначава в руския език с „ы“. Също така прозношението на буквата „г“ се различава от българското, а за българското „г“ се използва „ґ“; освен това се използват буквите „є“ и „ї“, които се изговарят „йе“ и „йи“ съответно.
Много етнически украинци живеещи в Източна Украйна, Русия и страните от ОНД говорят на руски език, но са запазили етническото си самосъзнание. Съществуват и говори, в които се смесва украинска фонетика и граматика с руска, които се обединяват под името „суржик“ (букв. каша, използва се неодобрително). Поради краткия период след неотдавнашната независимост на Украйна и масовата достъпност на руски печат и медии все още руският език се познава масово в страната. Украинският език през последните години расте по популярност сред населението на Украйна.

## Религия
Повечето от украинците се самоопределят като християни, но има и много атеисти и нерелегиозни, както и малка част, изповядващи други религии. Православието е най-разпространено и е представено от две основни църкви. Едната е създадената през 2019 г. канонична и автокефална Православна църква на Украйна, призната от Вселенската патриаршия и три други поместни православни църкви – Църквата на Гърция, Александрийската патриаршия и Църквата на Кипър. Другата е каноничната Руска православна църква в Украйна, известна като Украинска православна църква (Московска патриаршия), призната от всички останали поместни православни църкви, включително от Българската православна църква. След тях по численост са представителите на Украинската гръко-католическа църква с източен обред (униати). Освен тях има и общност от протестанти. Във всички църкви службата е на украински и църковнославянски.

## Кухня
Украински ястия са борш, вареники и холодец. Ядат се и голубци (сарми). Традиционно любима храна на украинците е сланината.